# جدليات الطبيعة
جدليات الطبيعة أو ديالكتيك الطبيعة (بالألمانية: Dialektik der Natur)‏ هو مؤلف غير مكتمل من عام 1883 بقلم فريدريك إنجلز طبق فيه الأفكار الماركسية – لا سيما المادية الجدلية - على العلم.
في العمل نقد للفلسفة الطبيعية والأفكار الميتافيزيقية التي كانت منتشرة في العلوم الطبيعية في منتصف القرن التاسع عشر.
تحتوي المخطوطات على أربع مجموعات، تؤرخ من عدة سنوات قبل نشر ضد دوهرينغ إلى عدة سنوات بعدها، ولم تنشر أي منها أثناء حياة إنجلز. بعد وفاته نشرت مقالاتان منها في الدوريات (الفصل عن دور العمل في تحول القرد إلى إنسان، في عام 1896، والعلوم الطبيعية في عالم الأرواح، في عام 1898).
نشر ديالكتيك الطبيعة كاملة لأول مرة عام 1925 في الاتحاد السوفييتي باللغة الألمانية إلى جانب ترجمة للروسية وذلك في الكتاب الثاني لأرشيف ماركس وإنجلز.

## التاريخ والمحتوى
تبين مراسلات ماركس وإنجلز أن إنجلز كان قد خطط لتأليف عمل عن جدلية الطبيعة. كانت فكرة إنجلز الأولية أن يبين، في شكل نقد للمادية المبتذلة (ممثلة في فكر لودفيغ بوخنر) معتمدا على أحدث ما توصل إليه العلم حينها، وأن يبين التناقض بين نمط التفكير الميتافيزيقي ونمط التفكير الجدلي. يبدو أنه في عام 1882، كان إنجلز قد أنهي جمع ملحوظاته، لكن موت ماركس في عام 1883، أجبره على هجر العمل على هذا المؤلف للتركيز على إنجاز المجلدين الثاني والثالث من رأس المال الذين تركهما ماركس غير مكتملين.
يمكن اعتبار المؤلف عملا فلسفيا، رغم تحفظ ماركس وإنجلز من الفلسفة إذ قاما في الأيديولوجية الألمانية بعرض تناقضات الفلسفة، إذ أن إنجلز احتفظ باهتمام معين بالفلسفة. يهدف المؤلف إلى تبيان علاقة الفلسفة، الماركسية في هذا الحالة، مع العلوم. ويظهر إنجلز في هذا الكتاب اهتماما حقيقيا بالعلوم. في العديد من المؤلفات أبدى إنجلز، أسوة بماركس، اهتماما في تطور العلوم الطبيعية. كان كتاب ديالكتيك الطبيعة محصلة هذا الاهتمام.
يستخدم إنجلز منهجا فلسفيا: الجدلية والمنطق، المستمدان من هيغل، الذي بدوره كان قد درس الفيلسوف اليوناني هرقليطس ومؤلف علم المنطق. علم هيرقليطس أن كل شيء في تغير مستمر وأن كل الأشياء تتألف من عنصرين متعاكسين يتحولان إلى بعضها البعض كما يتحول الليل إلى النهار، النور إلى الظلمة، الحياة إلى الموت الخ. قام إنجلز بالتخلص من الجوانب المثالية والمطلقة لمنهج هيغل فكانت الجدلية بالنسبة له، مجرد انعكاس لنمط التطور في الطبيعة.
يرى إنجلز أن الفلسفة قادرة على شرح تطور العلوم. وهي قادرة على تنفيذ توليفة من مختلف العلوم وإظهار تطورها. وكان إنجلز مطلعا على جميع المفاهيم العلمية الحديثة في عصره. يدعم إنجلز بشكل منهجي أحدث النظريات (ولا سيما منديليف، صاحب الجدول الدوري للعناصر) ويكشف زيف ادعاءات «نظرة القدامى إلى الطبيعة». وهكذا، على سبيل المثال، على عكس العديد من العلماء في ذلك الحين، يدافع إنجلز عن وجهة النظر القائلة بالمبنى المعقد لذرات العناصر الكيميائية.
مؤلف انجلز هو تطوير لتعليقات كان قد أدلى بها عن العلم في ضد دوهرينغ. ويشمل المقالة الشهيرة دول العمل في تحول القرد إلى إنسان، التي نشرت على حدة في كتيب. يحاجج انجلز أن اليد والدماغ نمت معا، وهي فكرة تدعمها الاكتشافات الأحفورية التي اكتشفت لاحقا (راجع أوسترالوبيثيكوس أفارينيسيس).
في المقدمة التي كتبها عام 1939 عالم الأحياء جون هولدين للكتاب، يقول «يبدو أن أغلب المخطوطة كتبت بين الأعوام 1872 و 1882، مما يعني أنها تعتمد على علم» تلك الحقبة. «وبالتالي فغالبا ما يكون من الصعب فهمها على من لا يعرف تاريخ الممارسة العلمية في ذلك الحين. فكرة ما يسمى الآن حفظ الطاقة كانت في بداية تفشيها في الفيزياء، الكيمياء، علم الأحياء، ولكنها كانت لا تزال غير مفهومة بشكل تام، وتطبيقها ما يزال أكثر نقصا. كلمات مثل 'القوة', 'الحركة'، و 'vis viva' استخدت حيثما نتكلم اليوم عن الطاقة».
بعض الموضوعات المثيرة للجدل في عصر إنجلز، والتي تتعلق بالنظريات غير المكتملة أو الخاطئة، يتم تسويتها الآن، مما جعل بعض مقالات إنجلز عفا عليها الزمن. «إن اهتمامهم لا يكمن في نقدهم المفصل للنظريات، بل في إظهار كيف واجه إنجلز مشاكل فكرية».
أحد «القوانين» المقترحة في ديالكتيك الطبيعة هو «قانون تحويل الكمي إلى نوعي والعكس بالعكس». لعل المثال الأكثر شيوعا هو تغيير الماء من سائل إلى غاز، وذلك بزيادة درجة حرارته (على الرغم من أن إنجلز يصف أيضا أمثلة أخرى من الكيمياء). في العلوم المعاصرة، وهذه العملية تعرف باسم التحول الطوري. وهناك أيضا جهد لتطبيق هذه الآلية على الظواهر الاجتماعية، حيث تؤدي الزيادات السكانية إلى تغييرات في البنية الاجتماعية.

معظم المؤلف عبارة عن مقتطفات، ولكن فيه نقاط تثير الاهتمام. اقتباس من قسم بيولوجيا:
| « | الفقريات. خاصتها الأساسية: تجمع الجسم بأكمله حول الجهاز العصبي. وبذلك تتاح إمكانية التطور حتى وعي الذات، إلخ. إن الجهاز العصبي شيء ثانوي لدى كافة الحيوانات الأخرى، بينما هو أساس التنظيم كله في الفقريات. | » |